# Митропа куп 1976.
Митропа куп 1976. је било 35. издање клупског фудбалског такмичења Митропа купа.
Такмичење је трајало од 30. септембра 1975. до 7. јула 1976. године.  Вакер Инзбрук је у финалном двомечу био успешнији од  Вележа и освојио другии трофеј Митропа купа. 

## Резултати

### Групна фаза

#### Група А
| Клуб           | Аустрија | Чехословачка | Мађарска |
| -------------- | -------- | ------------ | -------- |
| Вакер Инзбрук  | –        | 1:1          | 1:0      |
| Збројовка Брно | 4:3      | –            | 3:2      |
| Ференцварош    | 0:2      | 7:1          | –        |

| Табела            | ИГ | Д | Н | И | ГД | ГП | ГР | Бод. |
| ----------------- | -- | - | - | - | -- | -- | -- | ---- |
| 1. Вакер Инзбрук  | 4  | 2 | 1 | 1 | 7  | 5  | +2 | 5    |
| 2. Збројовка Брно | 4  | 2 | 1 | 1 | 9  | 13 | -4 | 5    |
| 3. Ференцварош    | 4  | 1 | 0 | 3 | 9  | 7  | +2 | 2    |

#### Група Б
| Клуб         | Социјалистичка Федеративна Република Југославија | Аустрија | Италија |
| ------------ | ------------------------------------------------ | -------- | ------- |
| Вележ Мостар | –                                                | 2:0      | 0:0     |
| Аустрија Беч | 2:1                                              | –        | 1:2     |
| Перуђа       | 0:0                                              | 2:1      | –       |

| Табела          | ИГ | Д | Н | И | ГД | ГП | ГР | Бод. |
| --------------- | -- | - | - | - | -- | -- | -- | ---- |
| 1. Вележ Мостар | 4  | 2 | 1 | 1 | 7  | 4  | +3 | 5    |
| 2. Аустрија Беч | 4  | 2 | 0 | 2 | 5  | 6  | -1 | 4    |
| 3. Перуђа       | 4  | 1 | 1 | 2 | 5  | 7  | -2 | 3    |

### Финале
| Меч | Клуб          | Држава   | укупан рез. | Држава | Клуб         | 1. утак. | 2. утак. |
| --- | ------------- | -------- | ----------- | ------ | ------------ | -------- | -------- |
| 1   | Вакер Инзбрук | Аустрија | 6:2         | СФРЈ   | Вележ Мостар | 3:1      | 3:1      |

| Освајач Митропа купа 1976. |
| -------------------------- |
| Вакер Инзбрук 2. Титула    |